# Побут
По́бут — позавиробнича сфера діяльності людей, пов'язана з задоволенням ними своїх власних матеріальних та культурних потреб (житло, одяг, їжа, відпочинок тощо). Побут також охоплює звичаї, обряди, традиції, які відображають особливості життя конкретного класу, нації, народності, етнічної групи.

## Відбиття побуту в культурі
Побутові сцени та цілі твори, цілком посвячені побуту, складають значну частину витворів культури. Часто іронічне відношення до побуту стає предметом різних фольклорних творів:
- Михало Ножкін:

… І знову побут, знову побут заїдає,
і як з ним бути, як з ним бути, я, таки, не знаю…